# Relaciones Kenia-República Árabe Saharaui Democrática
Las relaciones Kenia-Sahara Occidental son las relaciones internacionales entre Kenia y la República Árabe Saharaui Democrática.

## Historia
En marzo de 2005, el presidente Kibaki de Kenia recibió credenciales del embajador de la República Árabe Saharaui Democrática en Kenia. Sin embargo, en octubre del mismo año, el gobierno de Kenia suspendió temporalmente las relaciones diplomáticas entre ambos países.
En febrero de 2014, la República Árabe Saharaui Democrática abrió una embajada en Nairobi. A la ceremonia asistieron el ministro de Relaciones Exteriores de la RASD, el exvicepresidente de Kenia Kalonzo Musyoka y otros miembros del cuerpo diplomático.
Kenia tenía una disputa diplomática con Marruecos sobre el asunto.

## Misiones diplomáticas
La República Árabe Saharaui Democrática mantiene una embajada en Nairobi.[cita requerida]